# New York Transit Museum
Il New York Transit Museum è un museo situato a Brooklyn, New York, che ripercorre la storia dei trasporti nella città di New York, aperto al pubblico il 4 luglio 1976. La sede principale è situata nella stazione della metropolitana Court Street, chiusa al traffico il 1º luglio 1946 e poi riconvertita nell'attuale uso. Una sede distaccata del museo si trova presso il Grand Central Terminal, a Midtown Manhattan.